# Disperis dicerochila
Disperis dicerochila är en orkidéart som beskrevs av Victor Samuel Summerhayes. Disperis dicerochila ingår i släktet Disperis och familjen orkidéer. Inga underarter finns listade i Catalogue of Life.